# Lijst van Nederlandse deelnemers aan de Olympische Zomerspelen van 2020
Deze lijst van Nederlandse deelnemers aan de Olympische Zomerspelen 2020 in Tokio geeft een overzicht van de sporters die hebben deelgenomen aan de Spelen. Het totale aantal van 267 sporters (exclusief reserves).
| Olympiër               | Sport            | Onderdeel                                                            | Ervaring  |
| ---------------------- | ---------------- | -------------------------------------------------------------------- | --------- |
| Lois Abbingh           | Handbal          | handbalteam (vrouwen)                                                | 2e spelen |
| Terrence Agard         | Atletiek         | 4 × 400 meter estafette                                              | debutant  |
| Felice Albers          | Hockey           | Hockeyploeg (vrouwen)                                                | debutant  |
| Ramsey Angela          | Atletiek         | 4 × 400 meter estafette gemengd                                      | debutant  |
| Seve van Ass           | Hockey           | Hockeyploeg (mannen)                                                 | 2e spelen |
| Marlies van Baalen     | Paardensport     | Dressuur dressuur team                                               | 2e spelen |
| Dylan van Baarle       | Wielersport      | Wegwedstrijd                                                         | debutant  |
| Judy Baauw             | Wielersport      | BMX                                                                  | debutant  |
| Kiran Badloe           | Zeilen           | RS:X                                                                 | debutant  |
| Billy Bakker           | Hockey           | Hockeyploeg (mannen)                                                 | 3e spelen |
| Lars Balk              | Hockey           | Hockeyploeg (mannen)                                                 | debutant  |
| Lineth Beerensteyn     | Voetbal          | Voetbalelftal (vrouwen)                                              | debutant  |
| Annemiek Bekkering     | Zeilen           | 49erFX                                                               | 2e spelen |
| Ross Bekkering         | Basketbal        | 3×3-basketbal                                                        | debutant  |
| Roy van den Berg       | Wielersport      | Teamsprint                                                           | debutant  |
| Sjef van den Berg      | Boogschieten     | Recurveboog team                                                     | 2e spelen |
| Eline Berger           | Roeien           | acht                                                                 | debutant  |
| Lobke Berkhout         | Zeilen           | 470                                                                  | 3e spelen |
| Kiki Bertens           | Tennis           | Enkelspel Dubbelspel                                                 | 2e spelen |
| Nicole Beukers         | Roeien           | Dubbel-vier                                                          | 2e spelen |
| Jan van der Bij        | Roeien           | Vier-zonder                                                          | debutant  |
| Pirmin Blaak           | Hockey           | Hockeyploeg (mannen)                                                 | debutant  |
| Merel Blom             | Paardensport     | Eventing                                                             | 3e spelen |
| Thom de Boer           | Zwemmen          | 50m vrije slag 4x100m vrije slag estafette                           | debutant  |
| Femke Bol              | Atletiek         | 400 m horden 4 × 400 meter estafette gemengd                         | debutant  |
| Liemarvin Bonevacia    | Atletiek         | 400 meter 4 × 400 meter estafette gemengd                            | 3e spelen |
| Debbie Bont            | Handbal          | handbalteam (vrouwen)                                                | debutant  |
| Janneke Boonzaaijer    | Paardensport     | Eventing                                                             | debutant  |
| Andrea Bouma           | Atletiek         | 4 × 400 meter estafette                                              | debutant  |
| Marit Bouwmeester      | Zeilen           | Laser Radiaal                                                        | 3e spelen |
| Pieter Braun           | Atletiek         | Tienkamp                                                             | 2e spelen |
| Shanne Braspennincx    | Wielersport      | Keirin Sprint Teamsprint                                             | debutant  |
| Anna van der Breggen   | Wielersport      | Tijdrit Wegwedstrijd                                                 | 2e spelen |
| Thierry Brinkman       | Hockey           | Hockeyploeg (mannen)                                                 | debutant  |
| Gijs Broeksma          | Boogschieten     | Recurveboog team                                                     | debutant  |
| Stef Broenink          | Roeien           | Dubbel-twee                                                          | debutant  |
| Nadine Broersen        | Atletiek         | Zevenkamp                                                            | 3e spelen |
| Alexander Brouwer      | Volleybal        | Beachvolleybal                                                       | 2e spelen |
| Bregje de Brouwer      | Synchroonzwemmen | duet                                                                 | debutant  |
| Noortje de Brouwer     | Synchroonzwemmen | duet                                                                 | debutant  |
| Matthijs Büchli        | Wielersport      | Keirin Teamsprint                                                    | 2e spelen |
| Taymir Burnet          | Atletiek         | 200 meter 4 × 400 meter estafette                                    | debutant  |
| Kim Busch              | Zwemmen          | 4x100m vrije slag estafette                                          | debutant  |
| Mark Caljouw           | Badminton        | enkelspel                                                            | debutant  |
| Khalid Choukoud        | Atletiek         | Marathon                                                             | debutant  |
| Ymkje Clevering        | Roeien           | Vier-zonder                                                          | debutant  |
| Casper Corbeau         | Zwemmen          | 100m schoolslag 200m schoolslag 4x100m wisselslag gemengde estafette | debutant  |
| Jorrit Croon           | Hockey           | Hockeyploeg (mannen)                                                 | 2e spelen |
| Anne van Dam           | Golf             | Golf                                                                 | debutant  |
| Thijs van Dam          | Hockey           | Hockeyploeg (mannen)                                                 | debutant  |
| Andrea Deelstra        | Atletiek         | Marathon                                                             | 2e spelen |
| Anouk Dekker           | Voetbal          | Voetbalelftal (vrouwen)                                              | debutant  |
| Bart Deurloo           | Gymnastiek       | Turnen                                                               | 2e spelen |
| Tony van Diepen        | Atletiek         | 800 meter 4 × 400 meter estafette                                    | debutant  |
| Sanne van Dijke        | Judo             | -70 kg gemengde landenwedstrijd                                      | debutant  |
| Jochem Dobber          | Atletiek         | 400 meter 4 × 400 meter estafette gemengd                            | debutant  |
| Merel van Dongen       | Voetbal          | Voetbalelftal (vrouwen)                                              | debutant  |
| Daniëlle van de Donk   | Voetbal          | Voetbalelftal (vrouwen)                                              | debutant  |
| Simon van Dorp         | Roeien           | acht                                                                 | debutant  |
| Annette Duetz          | Zeilen           | 49erFX                                                               | 2e spelen |
| Celine van Duijn       | Schoonspringen   | 10m toren                                                            | debutant  |
| Rinka Duijndam         | Handbal          | handbalteam (vrouwen)                                                | debutant  |
| Kelly Dulfer           | Handbal          | handbalteam (vrouwen)                                                | 2e spelen |
| Tom Dumoulin           | Wielersport      | Tijdrit Wegwedstrijd                                                 | 2e spelen |
| Britt Eerland          | Tafeltennis      | Enkelspel                                                            | 2e spelen |
| Jorik van Egdom        | Triatlon         | gemengde estafette                                                   | debutant  |
| Noël van 't End        | Judo             | -81 kg gemengde landenwedstrijd                                      | 2e spelen |
| Bjorn van den Ende     | Roeien           | acht                                                                 | 2e spelen |
| Diane van Es           | Atletiek         | 5000 m                                                               | debutant  |
| Kika van Es            | Voetbal          | Voetbalelftal (vrouwen)                                              | debutant  |
| Finn Florijn           | Roeien           | Skiff                                                                | debutant  |
| Karolien Florijn       | Roeien           | Vier-zonder                                                          | debutant  |
| Nouchka Fontijn        | Boksen           | Boksen                                                               | 2e spelen |
| Mike Foppen            | Atletiek         | 5000 m                                                               | debutant  |
| Juul Franssen          | Judo             | -63 kg gemengde landenwedstrijd                                      | debutant  |
| Merel Freriks          | Handbal          | handbalteam (vrouwen)                                                | debutant  |
| Edward Gal             | Paardensport     | Dressuur dressuur team                                               | 3e spelen |
| Christopher Garia      | Atletiek         | 4 × 100 meter estafette                                              | debutant  |
| Margot van Geffen      | Hockey           | Hockeyploeg (vrouwen)                                                | 3e spelen |
| Twan van Gendt         | Wielersport      | BMX                                                                  | 3e spelen |
| Dagmar Genee           | Waterpolo        | Waterpoloploeg (vrouwen)                                             | debutant  |
| Jonas de Geus          | Hockey           | Hockeyploeg (mannen)                                                 | debutant  |
| Lilian de Geus         | Zeilen           | RS:X                                                                 | 2e spelen |
| Eva de Goede           | Hockey           | Hockeyploeg (vrouwen)                                                | 4e spelen |
| Joris van Gool         | Atletiek         | 4 × 100 meter estafette                                              | 2e spelen |
| Sander de Graaf        | Roeien           | Vier-zonder                                                          | debutant  |
| Jackie Groenen         | Voetbal          | Voetbalelftal (vrouwen)                                              | debutant  |
| Stefanie van der Gragt | Voetbal          | Voetbalelftal (vrouwen)                                              | debutant  |
| Willem Greve           | Paardensport     | springconcours                                                       | debutant  |
| Henk Grol              | Judo             | +100 kg gemengde landenwedstrijd                                     | 4e spelen |
| Nycke Groot            | Handbal          | handbalteam (vrouwen)                                                | 2e spelen |
| Joris Harmsen          | Wielersport      | BMX                                                                  | debutant  |
| Sifan Hassan           | Atletiek         | 1500 m 5000 m 10.000 m                                               | 2e spelen |
| Yoeri Havik            | Wielersport      | Koppelkoers Wegwedstrijd                                             | debutant  |
| Femke Heemskerk        | Zwemmen          | 50m vrije slag 100m vrije slag 4x100m vrije slag estafette           | 4e spelen |
| Laura van der Heijden  | Handbal          | handbalteam (vrouwen)                                                | 2e spelen |
| Nicholas Heiner        | Zeilen           | Finn                                                                 | debutant  |
| Jeroen Hertzberger     | Hockey           | Hockeyploeg (mannen)                                                 | 3e spelen |
| Jill Holterman         | Atletiek         | Marathon                                                             | debutant  |
| Ellen Hogerwerf        | Roeien           | Vier-zonder                                                          | 2e spelen |
| Jeffrey Hoogland       | Wielersport      | Sprint Teamsprint                                                    | debutant  |
| Dimeo van der Horst    | Basketbal        | 3×3-basketbal                                                        | debutant  |
| Dione Housheer         | Handbal          | handbalteam (vrouwen)                                                | debutant  |
| Marc Houtzager         | Paardensport     | springconcours springconcours team                                   | 3e spelen |
| Marije van Hunenstijn  | Atletiek         | 100 meter 4 × 100 meter estafette                                    | 2e spelen |
| Maarten Hurkmans       | Roeien           | acht                                                                 | debutant  |
| Inge Jansen            | Schoonspringen   | 3m plank                                                             | debutant  |
| Renate Jansen          | Voetbal          | Voetbalelftal (vrouwen)                                              | debutant  |
| Dominique Janssen      | Voetbal          | Voetbalelftal (vrouwen)                                              | debutant  |
| Inge Janssen           | Roeien           | Dubbel-vier                                                          | 3e spelen |
| Jip Janssen            | Hockey           | Hockeyploeg (mannen)                                                 | debutant  |
| Roos de Jong           | Roeien           | Dubbel-twee                                                          | debutant  |
| Kitty Lynn Joustra     | Waterpolo        | Waterpoloploeg (vrouwen)                                             | debutant  |
| Arno Kamminga          | Zwemmen          | 100m schoolslag 200m schoolslag 4x100m wisselslag gemengde estafette | debutant  |
| Marloes Keetels        | Hockey           | Hockeyploeg (vrouwen)                                                | 2e spelen |
| Marieke Keijser        | Roeien           | Lichte dubbel-twee                                                   | debutant  |
| Sanne Keizer           | Volleybal        | Beachvolleybal                                                       | 2e spelen |
| Wilco Kelderman        | Wielersport      | Wegwedstrijd                                                         | debutant  |
| Robbert Kemperman      | Hockey           | Hockeyploeg (mannen)                                                 | 3e spelen |
| Maartje Keuning        | Waterpolo        | Waterpoloploeg (vrouwen)                                             | debutant  |
| Niek Kimmann           | Wielersport      | BMX                                                                  | 2e spelen |
| Maya Kingma            | Triatlon         | individueel gemengde estafette                                       | debutant  |
| Rachel Klamer          | Triatlon         | individueel gemengde estafette                                       | debutant  |
| Lieke Klaver           | Atletiek         | 400 meter 4 × 400 meter estafette gemengd                            | debutant  |
| Jorinde van Klinken    | Atletiek         | Discuswerpen                                                         | debutant  |
| Ruben Knab             | Roeien           | acht                                                                 | 2e spelen |
| Arjan Knipping         | Zwemmen          | 400m wisselslag                                                      | debutant  |
| Joanne Koenders        | Waterpolo        | Waterpoloploeg (vrouwen)                                             | debutant  |
| Josine Koning          | Hockey           | Hockeyploeg (vrouwen)                                                | debutant  |
| Sanne Koolen           | Hockey           | Hockeyploeg (vrouwen)                                                | debutant  |
| Ilse Koolhaas          | Waterpolo        | Waterpoloploeg (vrouwen)                                             | debutant  |
| Wesley Koolhof         | Tennis           | Dubbelspel                                                           | debutant  |
| Michael Korrel         | Judo             | -100 kg gemengde landenwedstrijd                                     | debutant  |
| Nyls Korstanje         | Zwemmen          | 100m vlinderslag 4x100m vrije slag estafette                         | debutant  |
| Simone van de Kraats   | Waterpolo        | Waterpoloploeg (vrouwen)                                             | debutant  |
| Guillaume Krommenhoek  | Roeien           | Twee-zonder                                                          | debutant  |
| Ranomi Kromowidjojo    | Zwemmen          | 50m vrije slag 100m vrije slag 4x100m vrije slag estafette           | 4e spelen |
| Susan Krumins          | Atletiek         | 10.000 m                                                             | 2e spelen |
| Enzo Kuworge           | Gewichtheffen    | Gewichtheffen                                                        | debutant  |
| Enrico Lacruz          | Boksen           | Boksen                                                               | 2e spelen |
| Bart Lambriex          | Zeilen           | 49er                                                                 | debutant  |
| Harrie Lavreysen       | Wielersport      | Keirin Sprint Teamsprint                                             | debutant  |
| Laurien Leurink        | Hockey           | Hockeyploeg (vrouwen)                                                | 2e spelen |
| Robert Lücken          | Roeien           | acht                                                                 | 2e spelen |
| Caia van Maasakker     | Hockey           | Hockeyploeg (vrouwen)                                                | 3e spelen |
| Angela Malestein       | Handbal          | handbalteam (vrouwen)                                                | 2e spelen |
| Lieke Martens          | Voetbal          | Voetbalelftal (vrouwen)                                              | debutant  |
| Churandy Martina       | Atletiek         | 4 × 100 meter estafette                                              | 5e spelen |
| Frédérique Matla       | Hockey           | Hockeyploeg (vrouwen)                                                | debutant  |
| Veronique Meester      | Roeien           | Vier-zonder                                                          | debutant  |
| Robert Meeuwsen        | Volleybal        | Beachvolleybal                                                       | 2e spelen |
| Maud Megens            | Waterpolo        | Waterpoloploeg (vrouwen)                                             | debutant  |
| Madelein Meppelink     | Volleybal        | Beachvolleybal                                                       | 3e spelen |
| Koen Metsemakers       | Roeien           | Dubbel-vier                                                          | debutant  |
| Vivianne Miedema       | Voetbal          | Voetbalelftal (vrouwen)                                              | debutant  |
| Hans Peter Minderhoud  | Paardensport     | Dressuur dressuur team                                               | 3e spelen |
| Joep de Mol            | Hockey           | Hockeyploeg (mannen)                                                 | debutant  |
| Bauke Mollema          | Wielersport      | Wegwedstrijd                                                         | 2e spelen |
| Abdi Nageeye           | Atletiek         | Marathon                                                             | 2e spelen |
| Aniek Nouwen           | Voetbal          | Voetbalelftal (vrouwen)                                              | debutant  |
| Bart van Nunen         | Atletiek         | Marathon                                                             | debutant  |
| Laura Nunnink          | Hockey           | Hockeyploeg (vrouwen)                                                | debutant  |
| Larissa Nüsser         | Handbal          | handbalteam (vrouwen)                                                | debutant  |
| Keet Oldenbeuving      | Skateboarden     | Street                                                               | debutant  |
| Reshmie Oogink         | Taekwondo        | +67 kg                                                               | 2e spelen |
| Emma Oosterwegel       | Atletiek         | Zevenkamp                                                            | debutant  |
| Ilse Paulis            | Roeien           | Lichte dubbel-twee                                                   | 2e spelen |
| Victoria Pelova        | Voetbal          | Voetbalelftal (vrouwen)                                              | debutant  |
| Malou Pheninckx        | Hockey           | Hockeyploeg (vrouwen)                                                | debutant  |
| Selena Piek            | Badminton        | gemengd dubbelspel vrouwendubbelspel                                 | 2e spelen |
| Amy Pieters            | Wielersport      | Koppelkoers                                                          | debutant  |
| Stan Pijnenburg        | Zwemmen          | 4x100m vrije slag estafette                                          | debutant  |
| Mathieu van der Poel   | Wielersport      | Mountainbiken                                                        | debutant  |
| Vera van Pol           | Gymnastiek       | Turnen                                                               | 2e spelen |
| Mirco Pruyser          | Hockey           | Hockeyploeg (mannen)                                                 | 2e spelen |
| Jesse Puts             | Zwemmen          | 50m vrije slag 4x100m vrije slag estafette                           | debutant  |
| Irene van der Reijken  | Atletiek         | 3000 m steeplechase                                                  | debutant  |
| Laurine van Riessen    | Wielersport      | Keirin Sprint Teamsprint                                             | 4e spelen |
| Nelson Ritsema         | Roeien           | Vier-zonder                                                          | debutant  |
| Boudewijn Röell        | Roeien           | Vier-zonder                                                          | 2e spelen |
| Jean-Julien Rojer      | Tennis           | Dubbelspel                                                           | 3e spelen |
| Olivia van Rooijen     | Roeien           | Dubbel-vier                                                          | 2e spelen |
| Jill Roord             | Voetbal          | Voetbalelftal (vrouwen)                                              | debutant  |
| Sharon van Rouwendaal  | Zwemmen          | 200m rugslag Openwaterzwemmen                                        | 3e spelen |
| Shanice van de Sanden  | Voetbal          | Voetbalelftal (vrouwen)                                              | debutant  |
| Pien Sanders           | Hockey           | Hockeyploeg (vrouwen)                                                | debutant  |
| Tessie Savelkouls      | Judo             | +78 kg gemengde landenwedstrijd                                      | 2e spelen |
| Lisa Scheenaard        | Roeien           | Dubbel-twee                                                          | debutant  |
| Jessica Schilder       | Atletiek         | Kogelstoten                                                          | debutant  |
| Jan-Willem van Schip   | Wielersport      | Koppelkoers Omnium                                                   | 2e spelen |
| Dafne Schippers        | Atletiek         | 200 m 4 × 100 meter estafette                                        | 3e spelen |
| Gabriela Schloesser    | Boogschieten     | Recurveboog gemengdteam                                              | 2e spelen |
| Raïsa Schoon           | Volleybal        | Beachvolleybal                                                       | debutant  |
| Tes Schouten           | Zwemmen          | 100m schoolslag 4x100m wisselslag estafette                          | debutant  |
| Vivian Sevenich        | Waterpolo        | Waterpoloploeg (vrouwen)                                             | debutant  |
| Arvin Slagter          | Basketbal        | 3×3-basketbal                                                        | debutant  |
| Glenn Schuurman        | Hockey           | Hockeyploeg (mannen)                                                 | 2e spelen |
| Demi Schuurs           | Tennis           | Dubbelspel                                                           | debutant  |
| Bram Schwarz           | Roeien           | acht                                                                 | debutant  |
| Naomi Sedney           | Atletiek         | 4 × 100 meter estafette                                              | 2e spelen |
| Zoë Sedney             | Atletiek         | 100 m horden                                                         | debutant  |
| Cheryl Seinen          | Badminton        | vrouwendubbelspel                                                    | debutant  |
| Brigitte Sleeking      | Waterpolo        | Waterpoloploeg (vrouwen)                                             | debutant  |
| Sabrina van der Sloot  | Waterpolo        | Waterpoloploeg (vrouwen)                                             | debutant  |
| Martine Smeets         | Handbal          | handbalteam (vrouwen)                                                | 2e spelen |
| Nick Smidt             | Atletiek         | 400 m horden                                                         | debutant  |
| Inger Smits            | Handbal          | handbalteam (vrouwen)                                                | debutant  |
| Harrie Smolders        | Paardensport     | springconcours team                                                  | 2e spelen |
| Laura Smulders         | Wielersport      | BMX                                                                  | 3e spelen |
| Merel Smulders         | Wielersport      | BMX                                                                  | debutant  |
| Danick Snelder         | Handbal          | handbalteam (vrouwen)                                                | 2e spelen |
| Sophie Souwer          | Roeien           | Skiff                                                                | 2e spelen |
| Niki van Sprang        | Roeien           | Twee-zonder                                                          | debutant  |
| Lauren Stam            | Hockey           | Hockeyploeg (vrouwen)                                                | debutant  |
| Katja Stam             | Volleybal        | Beachvolleybal                                                       | debutant  |
| Marrit Steenbergen     | Zwemmen          | 4x100m vrije slag estafette                                          | 2e spelen |
| Guusje Steenhuis       | Judo             | -78 kg gemengde landenwedstrijd                                      | debutant  |
| Marco van der Stel     | Triatlon         | gemengde estafette                                                   | debutant  |
| Nomi Stomphorst        | Waterpolo        | Waterpoloploeg (vrouwen)                                             | debutant  |
| Robin Tabeling         | Badminton        | gemengd dubbelspel                                                   | debutant  |
| Anne Tauber            | Wielersport      | Mountainbiken                                                        | debutant  |
| Anne Terpstra          | Wielersport      | Mountainbiken                                                        | 2e spelen |
| Eythora Thorsdottir    | Gymnastiek       | Turnen                                                               | 2e spelen |
| Jasper Tissen          | Roeien           | acht                                                                 | debutant  |
| Kira Toussaint         | Zwemmen          | 100m rugslag 4x100m wisselslag estafette                             | 2e spelen |
| Tornike Tsjakadoea     | Judo             | -60 kg gemengde landenwedstrijd                                      | debutant  |
| Melvin Twellaar        | Roeien           | Dubbel-twee                                                          | debutant  |
| Dirk Uittenbogaard     | Roeien           | Dubbel-vier                                                          | 2e spelen |
| Milan Vader            | Wielersport      | Mountainbiken                                                        | debutant  |
| Sari van Veenendaal    | Voetbal          | Voetbalelftal (vrouwen)                                              | debutant  |
| Sanne Verhagen         | Judo             | -57 kg gemengde landenwedstrijd                                      | 2e spelen |
| Maria Verschoor        | Hockey           | Hockeyploeg (vrouwen)                                                | 2e spelen |
| Mechiel Versluis       | Roeien           | acht                                                                 | 3e spelen |
| Bas Verwijlen          | Schermen         | Degen                                                                | 4e spelen |
| Anouk Vetter           | Atletiek         | Zevenkamp                                                            | 3e spelen |
| Nadine Visser          | Atletiek         | 100 m horden 4 × 100 meter estafette                                 | 2e spelen |
| Annemiek van Vleuten   | Wielersport      | Tijdrit Wegwedstrijd                                                 | 3e spelen |
| Maikel van der Vleuten | Paardensport     | springconcours springconcours team                                   | 3e spelen |
| Demi Vollering         | Wielersport      | Wegwedstrijd                                                         | debutant  |
| Menno Vloon            | Atletiek         | Polsstokhoogspringen                                                 | debutant  |
| Jessey Voorn           | Basketbal        | 3×3-basketbal                                                        | debutant  |
| Marianne Vos           | Wielersport      | Wegwedstrijd                                                         | 4e spelen |
| Pim van Vugt           | Zeilen           | 49er                                                                 | debutant  |
| Maaike de Waard        | Zwemmen          | 100m rugslag 4x100m wisselslag estafette                             | debutant  |
| Xan de Waard           | Hockey           | Hockeyploeg (vrouwen)                                                | 2e spelen |
| Mink van der Weerden   | Hockey           | Hockeyploeg (mannen)                                                 | 3e spelen |
| Ferry Weertman         | Zwemmen          | Openwaterzwemmen                                                     | 2e spelen |
| Martina Wegman         | Kanovaren        | K-1 slalom                                                           | debutant  |
| Lidewij Welten         | Hockey           | Hockeyploeg (vrouwen)                                                | 4e spelen |
| Tess Wester            | Handbal          | handbalteam (vrouwen)                                                | 2e spelen |
| Bo van Wetering        | Handbal          | handbalteam (vrouwen                                                 | debutant  |
| Lieke Wevers           | Gymnastiek       | Turnen                                                               | 2e spelen |
| Sanne Wevers           | Gymnastiek       | Turnen                                                               | 2e spelen |
| Abe Wiersma            | Roeien           | Dubbel-vier                                                          | debutant  |
| Tone Wieten            | Roeien           | Dubbel-vier                                                          | 2e spelen |
| Sander de Wijn         | Hockey           | Hockeyploeg (mannen)                                                 | 3e spelen |
| Steve Wijler           | Boogschieten     | Recurveboog team gemengdteam                                         | debutant  |
| Kirsten Wild           | Wielersport      | Koppelkoers Omnium                                                   | 3e spelen |
| Debby Willemsz         | Waterpolo        | Waterpoloploeg (vrouwen)                                             | debutant  |
| Lynn Wilms             | Voetbal          | Voetbalelftal (vrouwen)                                              | debutant  |
| Frank de Wit           | Judo             | -81 kg gemengde landenwedstrijd                                      | 2e spelen |
| Laura de Witte         | Atletiek         | 4 × 400 meter estafette                                              | 2e spelen |
| Lisanne de Witte       | Atletiek         | 400 meter 4 × 400 meter estafette gemengd                            | 2e spelen |
| Iris Wolves            | Waterpolo        | Waterpoloploeg (vrouwen)                                             | debutant  |
| Laila Youssifou        | Roeien           | Dubbel-vier                                                          | debutant  |
| Afrodite Zegers        | Zeilen           | 470                                                                  | 2e spelen |
| Epke Zonderland        | Gymnastiek       | Rekstok                                                              | 4e spelen |
| Roos Zwetsloot         | Skateboarden     | Street                                                               | debutant  |